# دندان شب
دندان شب (به انگلیسی: Night Teeth) فیلمی آمریکایی در ژانر دلهره‌آور به کارگردانی آدام رندال از فیلمنامه‌ای نوشته برنت دیلون با بازی خورخه لندبورگ جونیور، دبی راین، لوسی فرای، رائول کاستیلو، مگان فاکس، سیدنی سوئینی، و آلفی آلن است. این فیلم در ۲۰ اکتبر سال ۲۰۲۱، توسط نتفلیکس منتشر شد.

## خلاصه داستان
یک راننده جوان دو زن مرموز را برای یک شب مهمانی در سراسر لس آنجلس انتخاب می‌کند. اما وقتی مسافران او ماهیت واقعی خود و دنیای زیرزمینی خطرناکی را که در سایه‌ها کمین کرده‌است فاش می‌کنند، او باید برای زنده ماندن بجنگد.

## بازیگران
- خورخه لندبورگ جونیور در نقش بنی
- دبی راین در نقش بلر
- لوسی فرای در نقش زویی
- آلفی آلن در نقش ویکتور
- الکساندر لودویگ در نقش روکو
- سیدنی سوئینی در نقش اوا
- مگان فاکس در نقش گریس
- مارلین فورته در نقش مادربزرگ
- اش سانتوس در نقش ماریا
- برایان بت

## فیلمبرداری
فیلمبرداری در فوریه سال ۲۰۲۰ در نیواورلئان و لس آنجلس آغاز شد. در اواخر همان سال، تولید به دلیل دنیاگیری کووید-۱۹ متوقف شد. فیلمبرداری در اوایل سپتامبر سال ۲۰۲۰ از سر گرفته شد.